# Pod Žvahovem
Pod Žvahovem je přírodní památka ležící v pražských Hlubočepích v nedaleké blízkosti přírodní rezervace Prokopské údolí. Jedná se o skalnatý vápencový svah předělený železniční tratí, vedle které je možné pozorovat odkrytí geologického profilu značného významu. Nálezy fosilních druhů zkamenělin, výskyt vzácných druhů rostlin a stanoviště teplomilných druhů bezobratlých vedlo v roce 1968 k vyhlášení území přírodní památkou.

## Lokalita
Přírodní památka Pod Žvahovem se nachází na katastrálním území městské části Prahy 5 – Hlubočepy v nedaleké blízkosti levého břehu Vltavy. Z východní strany je území ohraničeno ulicí Na Zlíchově, ze severozápadu je lemováno ulicí Pod Žvahovem. Koleje buštěhradské dráhy tvoří umělý předěl oblasti v její severní části. Přírodní památka leží v nadmořské výšce mezi 195 a 210 metry nad mořem a zaujímá plochu o celkové výměře 0,5 hektarů.

## Historie
Ke vzniku skalního vápencového výchozu došlo v důsledku těžby vápence v zaniklém blízkém lomu známém jako Švagerka.  Stavba železniční dráhy a její zprovoznění v roce 1872 mělo za následek trvalé narušení geologického útvaru. Po té se území stalo významným paleontologickým nalezištěm, které nebylo cizí ani Joachimu Barrandovi. V minulosti část území sloužilo také jako pastvina. Přírodní památkou bylo území vyhlášeno 29. dubna 1968.

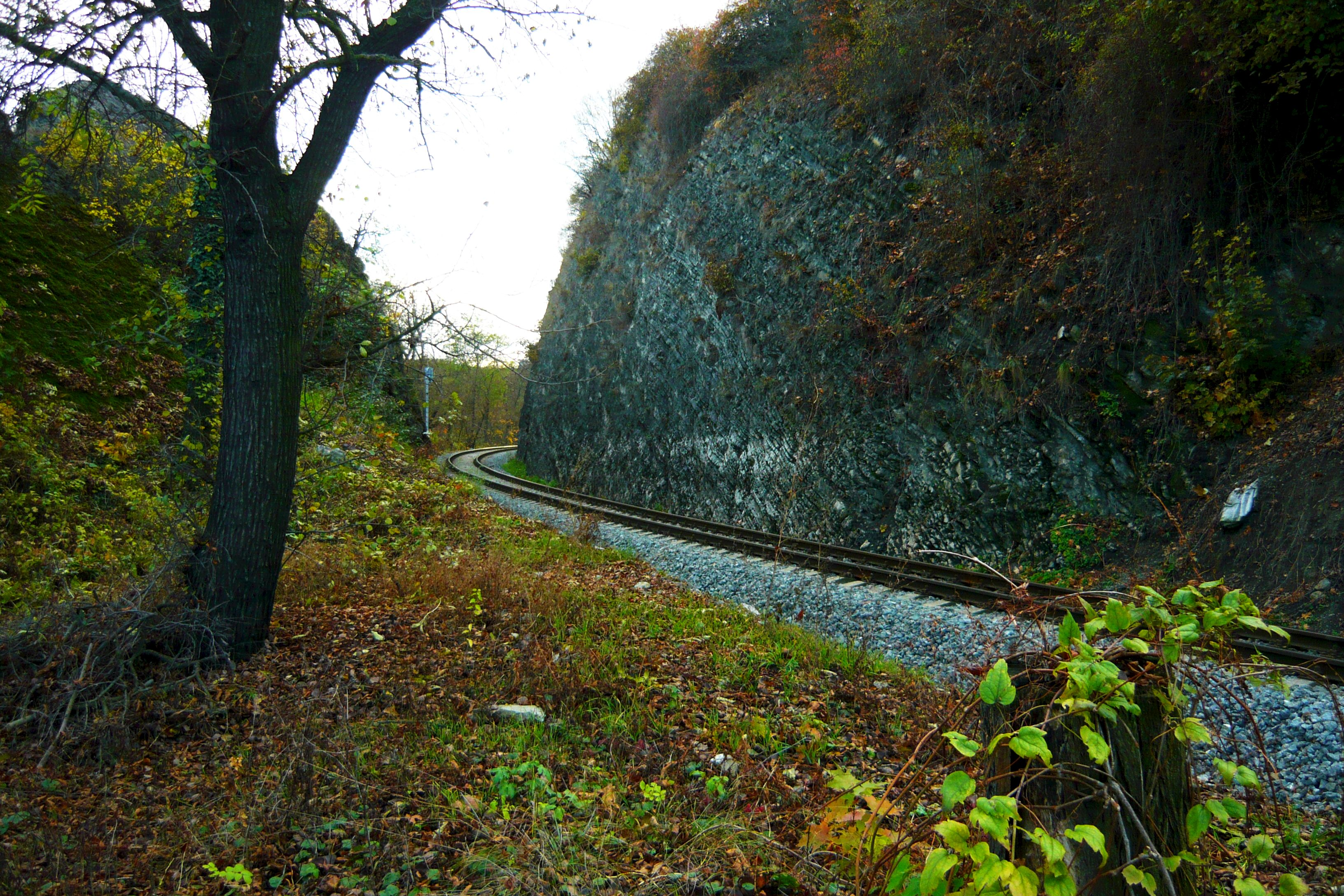
Železnice protínající přírodní skalní svah

## Přírodní poměry

### Geologie
Chráněné území spadá pod geologicky významnou oblast zahrnující lokality období staršího paleozoika - Barrandien. Zářez železniční tratě a blízké okolní výchozy umožňují odkryv geologického podloží, které je tvořeno zlíchovským vápencem z období devonu. Můžeme pozorovat strukturu vrásy ve tvaru antiklinály s rozhraním poloh mezi souvrstvím Zlíchova a dalejskými břidlicemi z devonského období. Přírodní památka Pod Žvahovem je význačným místem nálezů fosilií trilobitů Reedops decorus, Odontochile auriculata, Phacops degener, konodontů Mimosphinctes zlichoviensis a rod Anetoceras, korálů Favosites svagerius spolu s Aulopora sp.. Území je také místem nálezů vzácných pozůstatků ryb Machearacantus bohemicus.

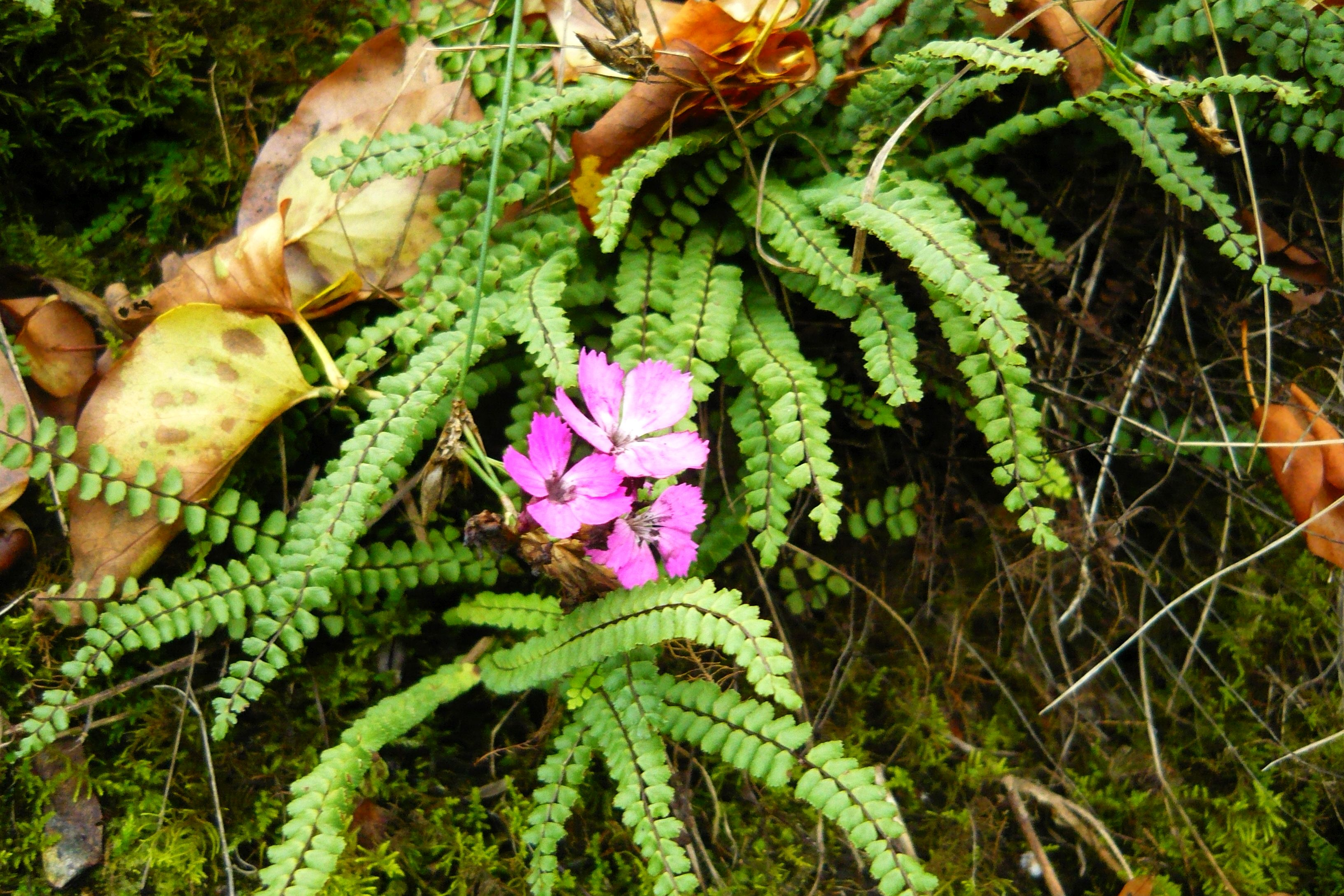
Sleziník červený a hvozdík kropenatý na zastíněném svahu

### Flora a vegetace
Přírodní svah orientovaný na východ umožňuje růst řadě vzácnějších druhů teplomilných rostlin. Na skalní stepi prudkého svahu se zřídka vyskytuje česnek chlumní horský (Allium senescens subsp. montanum), skalník celokrajný (Cotoneaster integerrimus), kavyl vláskovitý (Stipa capillata). S roztroušeným areálem se zde vyskytuje bělozářka liliovitá (Anthericum liliago), trýzel škardolistý (Erysimum crepidifolium), strdivka sedmihradská (Melica transsilvanica), silenka ušnice (Silene otites), mateřídouška časná (Thymus praecox). Dosti hojně jsou na vápencovém jihovýchodním svahu nalézány stanoviště kostřavy walliské (Festuca valesiaca), mochny písečné (Potentilla arenaria), rozchodníku bílého (Sedum album), seselu sivého (Seseli osseum), tořice rolní (Torilis arvensis). Naopak permanentně zastíněný západní svah je přirozeným biotopem pro vlhkomilné druhy, např. sleziník červený (Asplenium trichomanes).

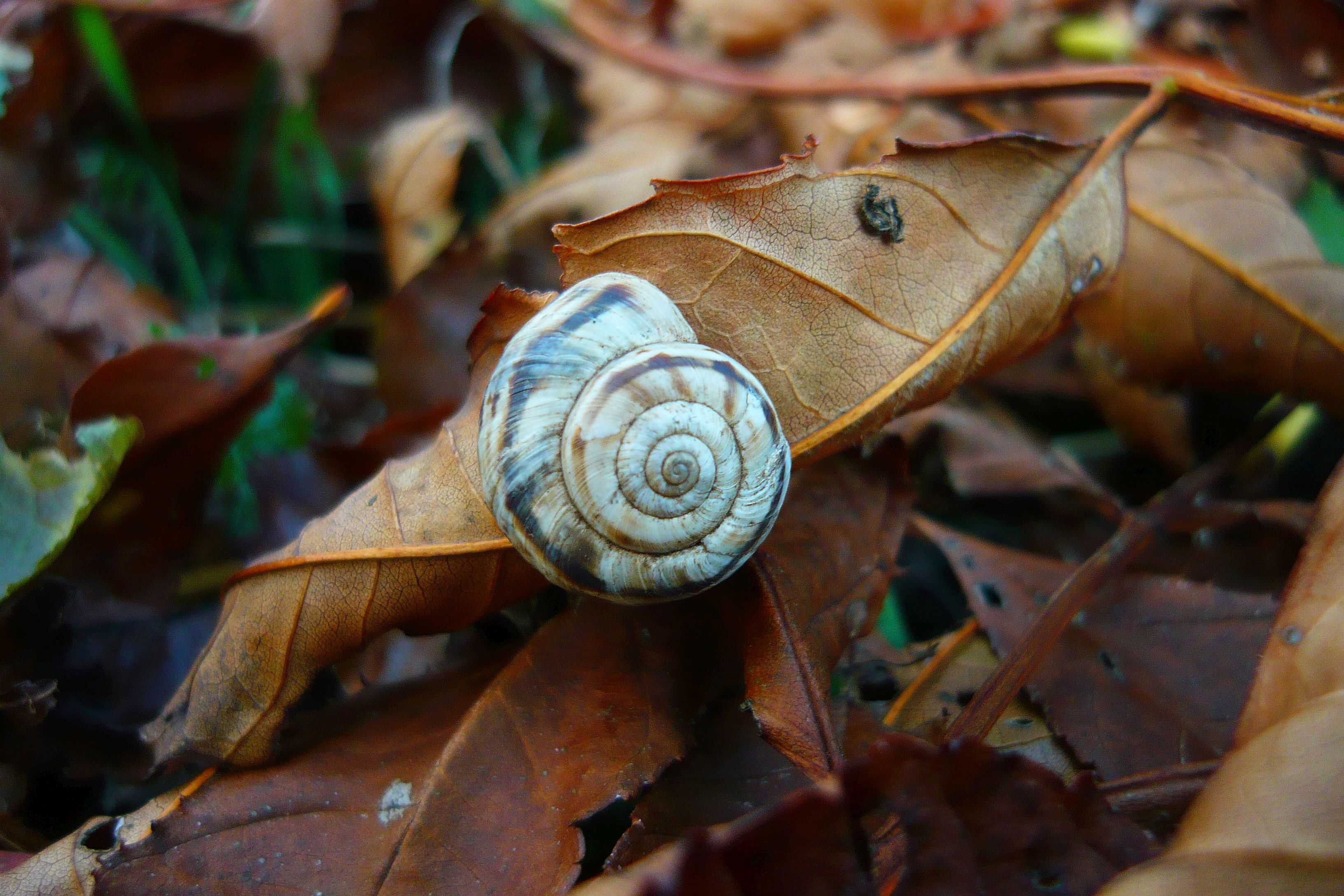
Páskovka keřová

### Fauna
Osluněný východně orientovaný svah je ideálním místem pro výskyt teplomilných druhů plžů, např. žitovky obilné (Granaria frumentum), brouků z čeledi střevlíkovitých Ophonus puncticollis, Callistus lunatus. Je zde i stanoviště velkého drabčíka (Ocypus similis semialatus) a dvou druhů dřepčíků Longitarsus minusculus a Psylliodes instabilis.

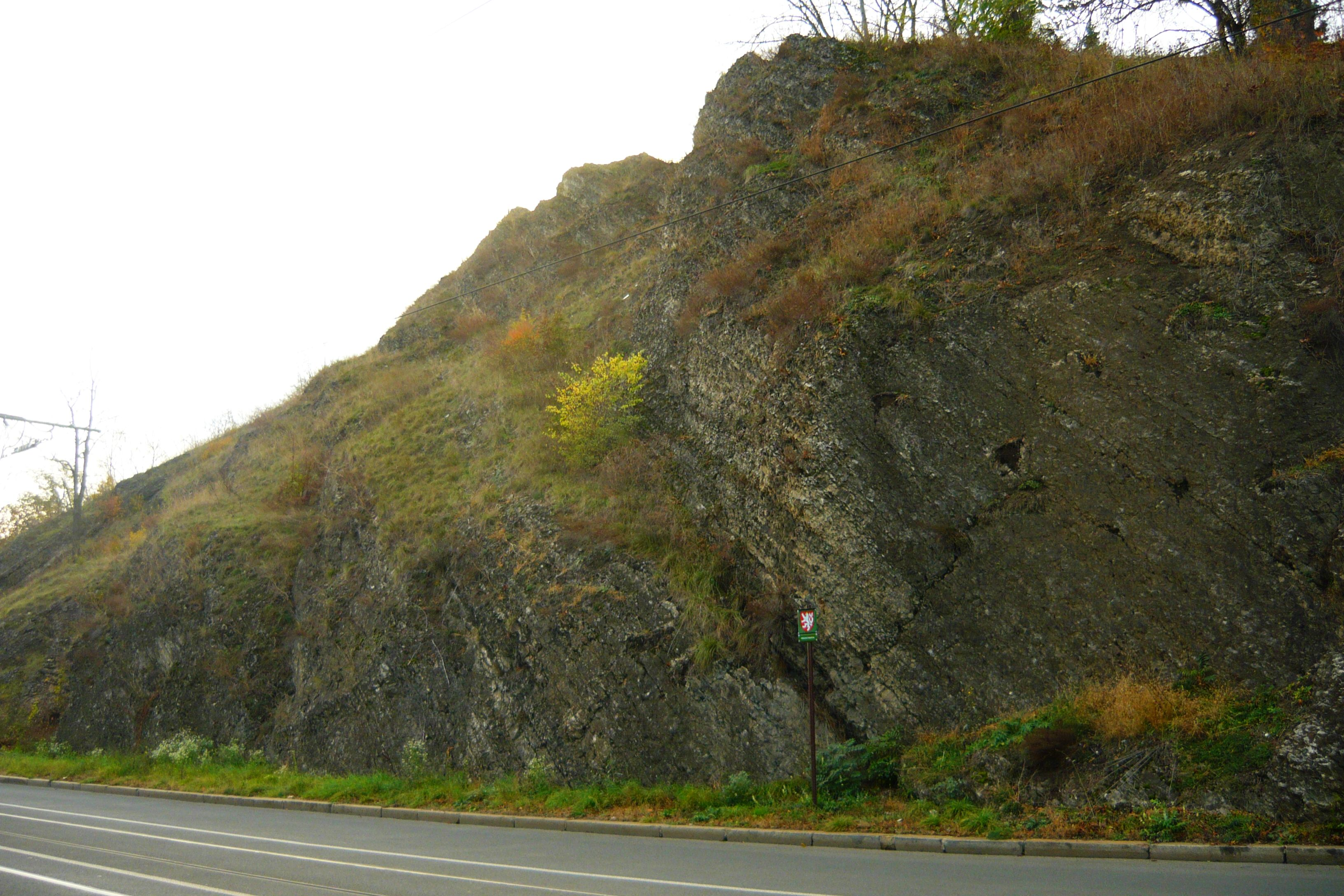
Přírodní památka Pod Žvahovem

## Ochrana území
Předmětem ochrany je významné paleontologické naleziště, nálezy trilobitů Reedops decorus, Odontochile auriculata, Phacops degener, konodontů Mimosphinctes zlichoviensis a rod Anetoceras, korálů Favosites svagerius spolu s Aulopora sp., pozůstatků ryb Machearacantus bohemicus. Území tvoří význačný krajinný prvek. Východně orientované slunné svahy jsou cenným stanovištěm pro teplomilnou vegetaci skalního vápencového výchozu s porosty česneku chlumního horského (Allium senescens subsp. montanum) a rozchodníku bílého (Sedum album). Nachází se zde významné stanoviště teplomilných druhů bezobratlých žitovky obilné (Granaria frumentum), brouků z čeledi střevlíkovitých Ophonus puncticollis, Callistus lunatus, drabčíka (Ocypus similis semialatus) a dvou druhů dřepčíků Longitarsus minusculus a Psylliodes instabilis.

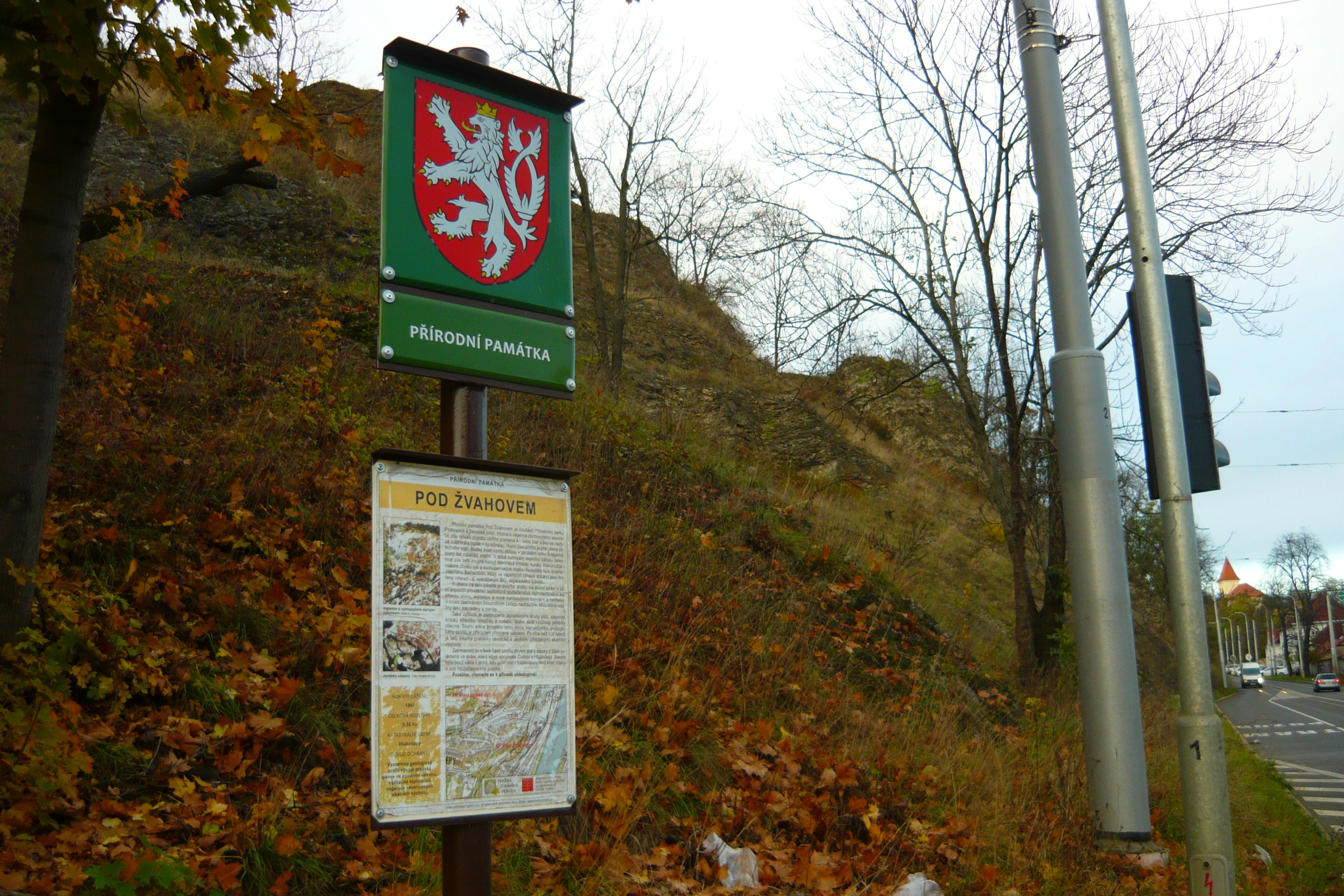
Pohled na východní svah

## Péče o území
V rámci plánu péče probíhala v letech 2003 až 2012 cílená redukce náletových dřevin, zejména invazního druhu rychle rostoucího keře trnovníku akátu (Robinia pseudoacacia). Odstraňování náletových dřevin jako je trnovník akát (Robinia pseudoacacia), jasan ztepilý (Fraxinus excelsior), pámelník bílý (Symphoricarpos albus), plamének plotní (Clematis vitalba), růže šípková (Rosa canina), ostružiník křovitý (Rubus fruticosus agg.), javor mléč (Acer platanoides), kustovnice cizí (Lycium barbarum) a hloh jednosemenný (Crataegus monogyna) je stále potřeba a to v celé lokalitě, aby nedocházelo k zarůstání cenné centrální části skalní stepi a mohla tak být zachována významná stanoviště teplomilných druhů živočichů a rostlin.

## Galerie

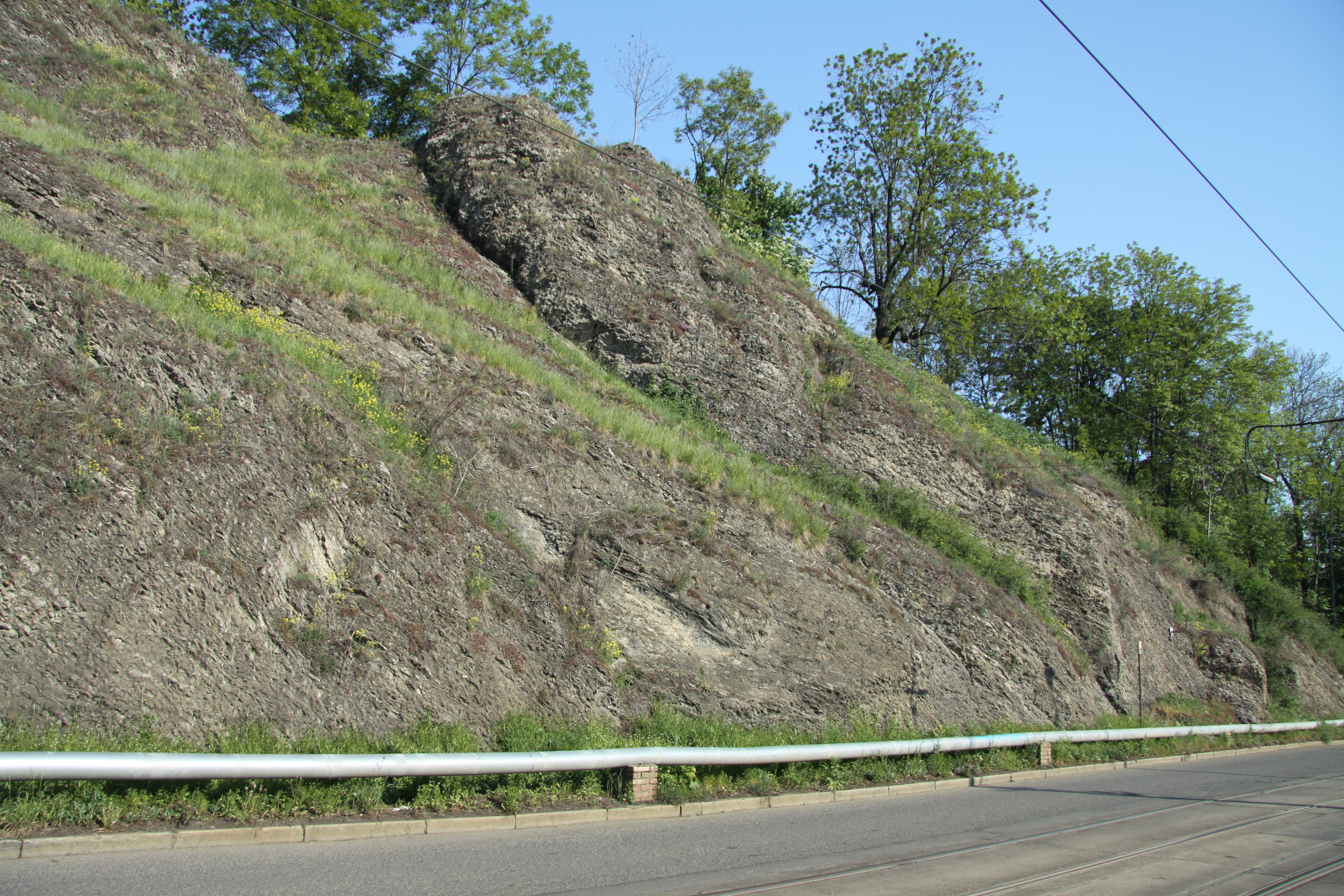
Památka při pohledu od silnice
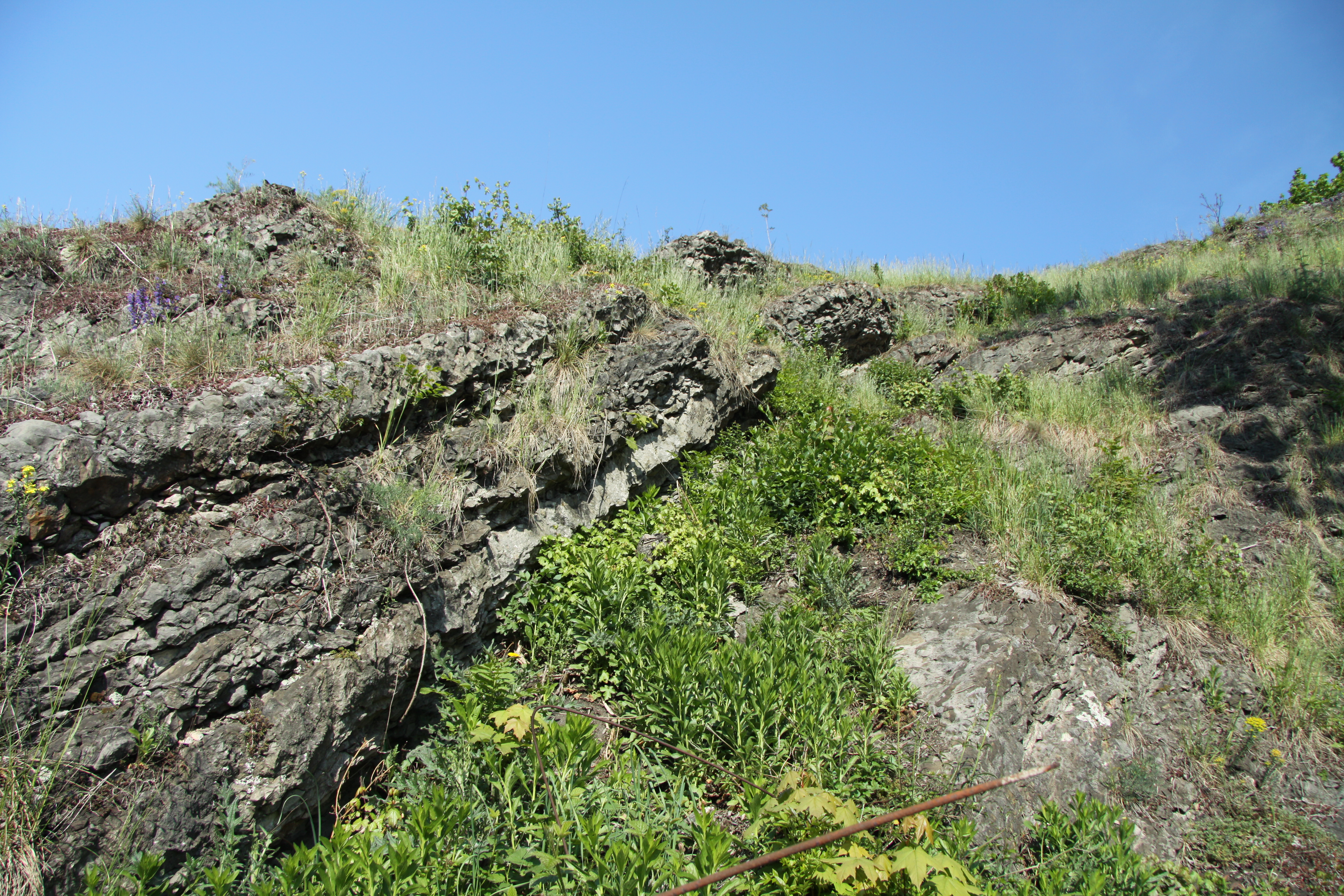
Ukloněné vrstvy
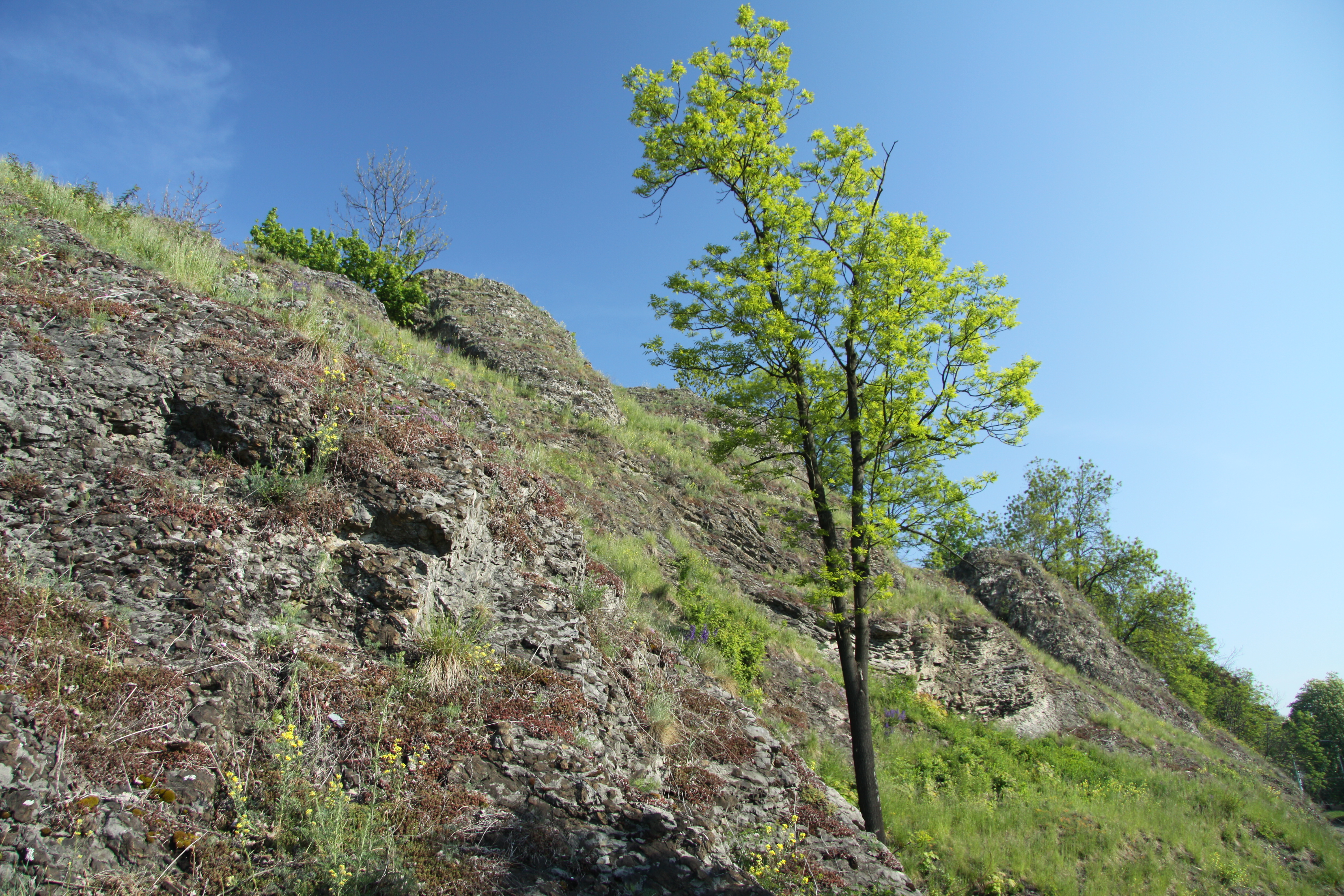
V současnosti památka zarůstá částečně stromy
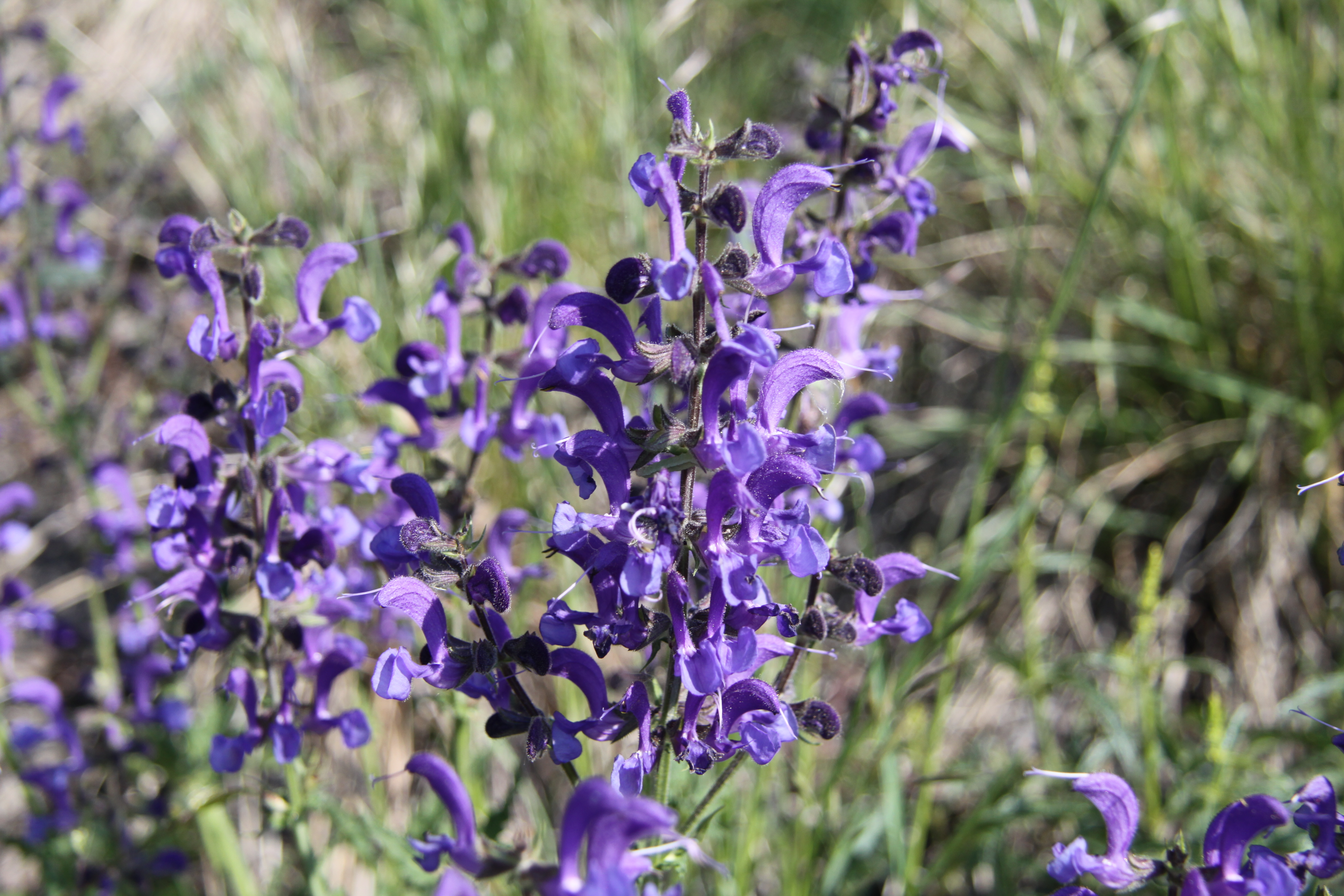